# Megachile heteroptera
Megachile heteroptera är en biart som beskrevs av Frédéric Jules Sichel 1867. Megachile heteroptera ingår i släktet tapetserarbin, och familjen buksamlarbin. Inga underarter finns listade i Catalogue of Life.